# Valburg
Valburg is een dorp en voormalige gemeente, gelegen in de gemeente Overbetuwe, in de Nederlandse provincie Gelderland. Het dorp heeft 1.960 inwoners (2023).
Het dorp heeft een hervormde kerk met toren uit de 12e eeuw en een standerdmolen, Nieuw Leven, uit de 18e eeuw.

## Geschiedenis
Valburg is ontstaan op een verhoging in het landschap van pleistoceen zand. De oudste vermelding van Valburg is in 793 in een schenkingsoorkonde aan het klooster Lorsch: de tekst spreekt van Falburc marca.
Nabij Valburg lag kasteel Musschenberg. Het kasteel Valburg van de familie Ingen Nulandt is verdwenen. Het landhuis De Mellard bestaat nog steeds.
De oudste vermelding van een parochie dateert van 1322, maar de oudste delen van de kerk stammen al uit de 12e eeuw.
In de 17e en 18e eeuw was de tabaksteelt belangrijk. "Tabac de Valbourg" was in Parijs een begrip.
De gemeente Valburg ontstond op 1 januari 1818 uit een deel van de gemeente Elst en een deel van de gelijktijdig opgeheven gemeente Herveld. Op 22 mei 1854 werd de gemeente uitgebreid met het gebied van de opgeheven gemeente Loenen en Wolferen. De gemeente Valburg ging op 1 januari 2001 op in de nieuwe gemeente Overbetuwe. Op dat moment bestond Valburg uit de dorpen Andelst (gemeentehuis), Hemmen, Herveld, Oosterhout (gedeeltelijk), Slijk-Ewijk, Valburg en Zetten.

## Foto's

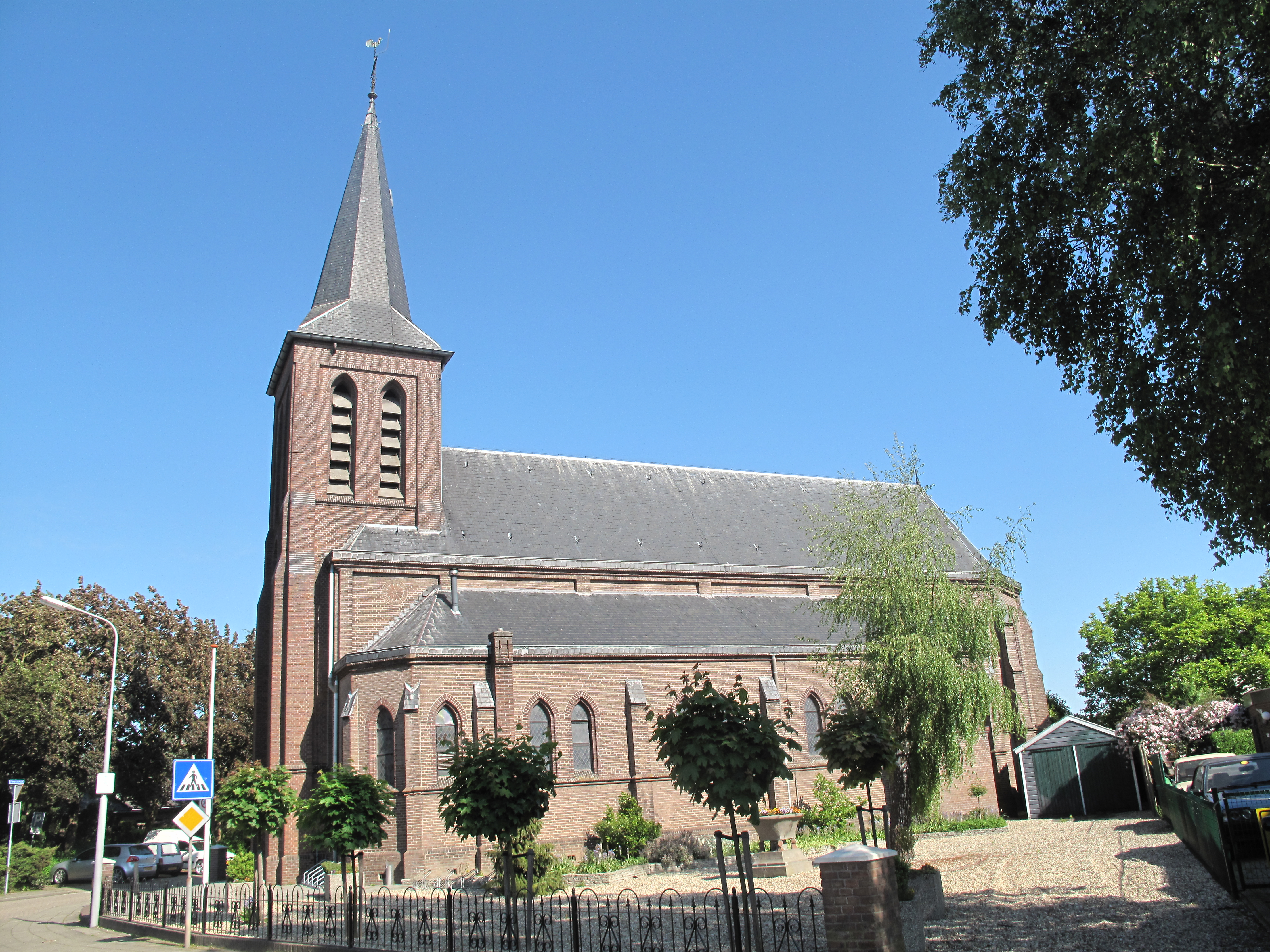
Valburg, katholieke Jacobuskerk
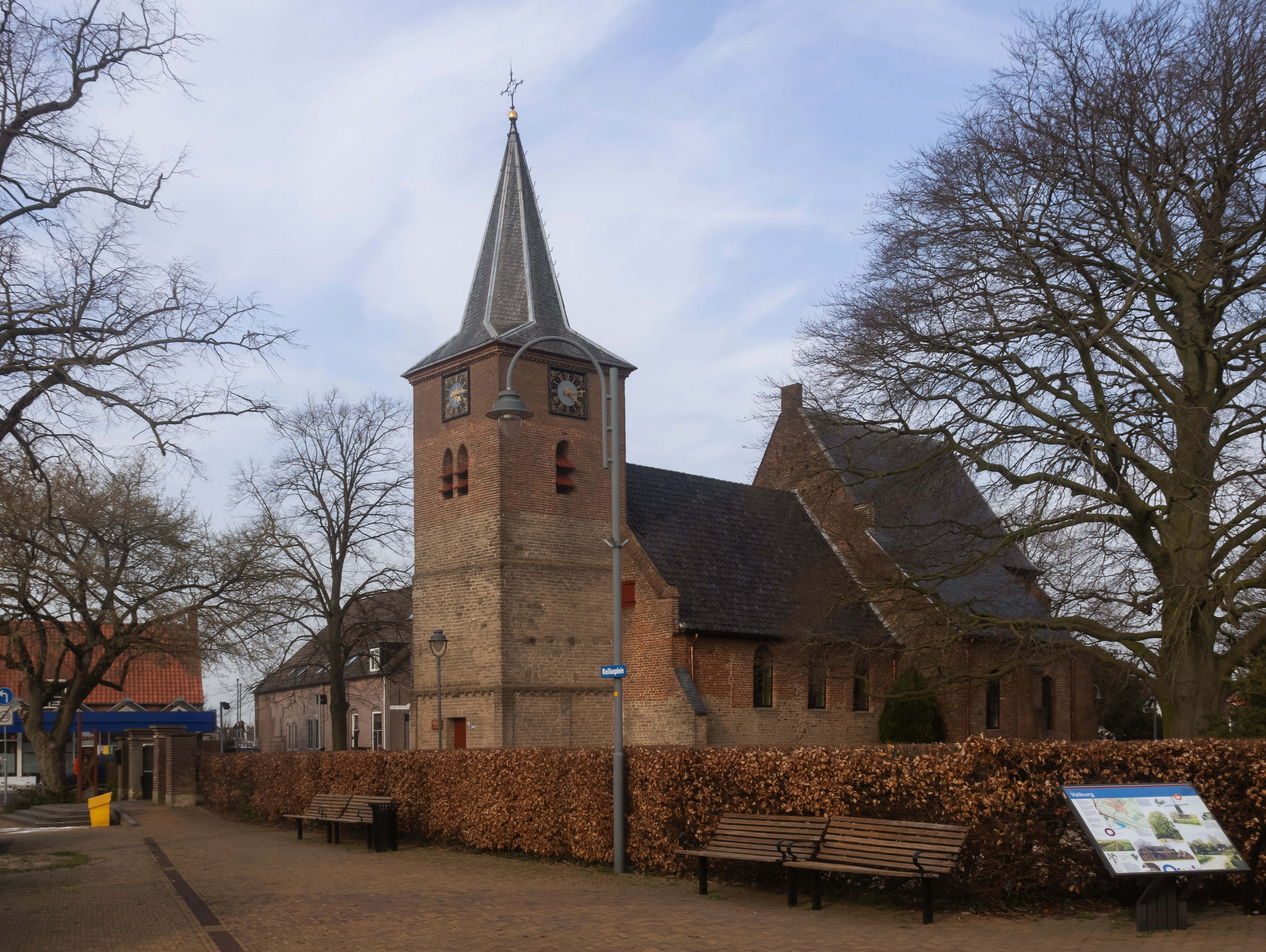
Valburg, Hervormde kerk
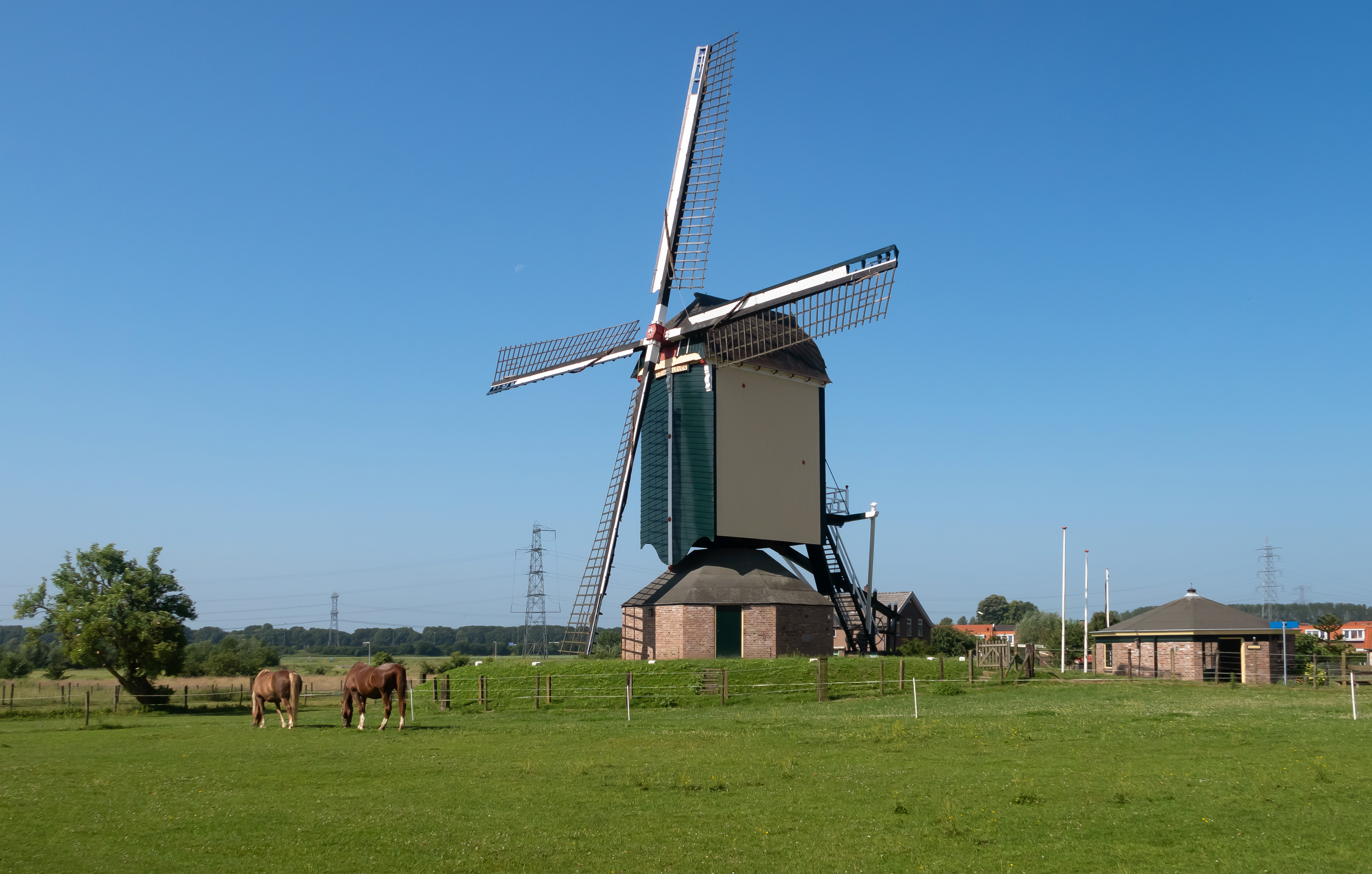
Valburg, molen Op Nieuw Leven
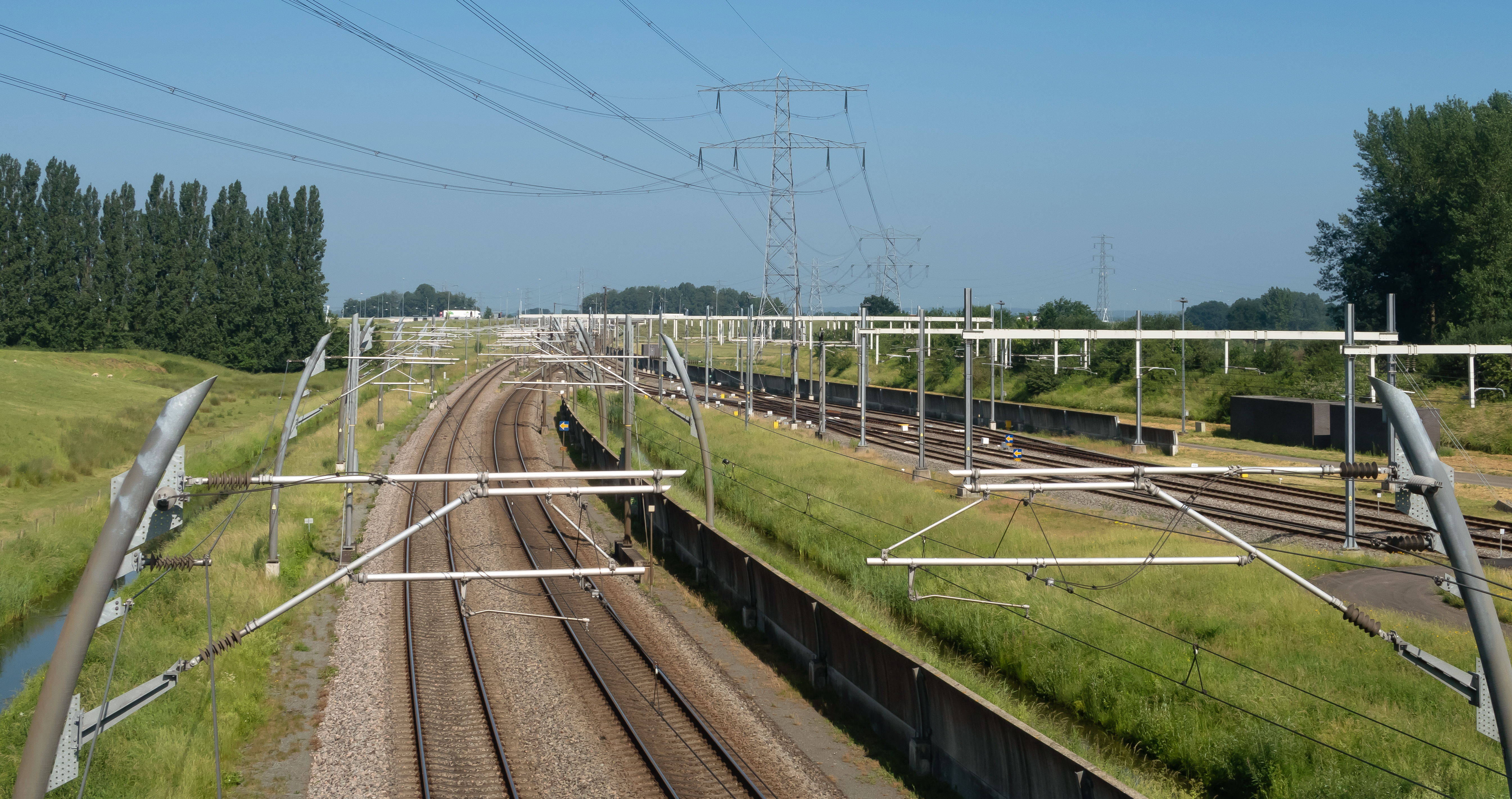
Valburg, Betuweroute vanaf het spoorviaduct
- Valburg viert 1225-jarig bestaan

## Knooppunt Valburg
De naam Valburg komt men vaak tegen bij het knooppunt Valburg, waar de A50 en de A15 elkaar kruisen.

## Geboren in Valburg
- Gerard Timmer (1968), omroepbestuurder